# 大沼瑞穂
大沼 瑞穂（おおぬま みずほ、1979年1月8日 - ）は、日本の政治家、政治学者。大正大学社会共生学部公共政策学科准教授。自由民主党所属の元参議院議員（1期）。大沼は旧姓で、本名は亀 瑞穂（かめ みずほ）。
厚生労働大臣政務官（第3次安倍第3次改造内閣・第4次安倍内閣）を務めた。

## 来歴
東京都出身。父は法学者の大沼保昭。白百合学園小学校、白百合学園中学校・高等学校、慶應義塾大学法学部政治学科卒業。同大学大学院法学研究科修士課程修了後、NHKに報道記者として入局し、仙台放送局へ赴任。その後、外務省専門調査員として香港総領事館に2年間赴任。赴任中は尖閣諸島に出航する中国船の確認や情報提供者との接触を担当していた。2008年7月より政策シンクタンク・東京財団にて研究員兼政策プロデューサーとして、政策提言及びその実現に向けての活動に携わる。2009年10月より行政刷新会議事務局に上席政策調査員として出向し、「事業仕分け」に参加。民主党政権の失政を見て「このままでは日本が壊れてしまう」と感じ、政治家を志すようになる。
2010年1月に自由民主党山形県連が実施する参議院選挙の公募に応募するが、党員投票で岸宏一に敗れる。4月に東京財団に復帰し、地方自治体・地方議会改革、税と社会保障改革、外交・安全保障政策のプロジェクトに携わる。
2012年に実施された自民党山形県連の公募に再び応募し、2013年2月4日に行われた党員投票に勝利し公認候補に内定。7月21日、第23回参議院議員通常選挙に自民党公認で出馬し、初当選した。2015年2月26日に岸田文雄の宏池会に加わる。
2017年8月7日、第3次安倍第3次改造内閣にて厚生労働大臣政務官に就任した。
2019年の第25回参議院議員通常選挙で、野党統一候補の芳賀道也に敗れた。大沼の落選により、自民党は60年ぶりに参院選山形県選挙区の議席を失った。
落選後は、大正大学社会共生学部公共政策学科准教授に就任。
2024年10月27日執行の第50回衆議院議員総選挙では、自民党比例中国ブロック単独第18位で擁立されたが、落選した。

## 略歴
- 昭和54年生まれ。
- 慶應義塾大学法学部卒
- 慶應義塾大学大学院修了（法学修士）。
- 日本放送協会（NHK）入局
- 外務省在香港総領事館専門調査員、東京財団研究員、内閣府上席政策調査員等を歴任
- 平成25年 第23回参議院議員通常選挙山形選挙区で出馬・当選（自由民主党公認）
- 平成29年8月 厚生労働大臣政務官(第3次安倍第3次改造内閣）[15]

### 党などの役職
- 平成25年8月 自由民主党青年局次長
- 平成26年10月 自由民主党 ネットメディア局次長
- 平成26年10月 参議院 厚生労働委員会理事
- 平成27年11月 自由民主党女性局長代理
- 平成28年1月 参議院総務委員会理事
- 平成28年9月 参議院自由民主党副幹事長[15]

## 政策・主張

### 厚生労働
2017年8月7日に厚生労働政務官に起用され、医療・福祉・子育て・介護を担当した。

#### 子育て政策
8月8日付の山形新聞のインタビューに対して「山形県は共働き率や高齢化率が全国でも高い」という認識を示した上で「地域の実情を踏まえた制度や法律とつくっていきたい」と意気込みを述べた。さらに「喫緊の課題は少子高齢化」として、「子育て支援に力を入れる」と述べた。
翌2018年6月10日の山形新聞のインタビューに対して、内閣府の「少子化克服戦略会議」が盛り込んだ政府への提言に関して「単に共働きの花親をもっと支援しようというのではなく、専業主婦やシングルマザー、父子家庭と幅広い子育て支援を考えている」とした上で、育休に関して「男性が育休をとりやすくする」ことも必要という考えを述べた。さらに山形の現状として「家事や育児に関し母親の負担がとても大きい」という認識を述べた上で、家族での家事分担や情報通信技術（ICT)の活用、子育てが終わった世代による支援が必要という考えを述べている。
さらに、2017年12月1日の初答弁では違法民泊の罰則強化や取り締まりに関する支援に関して政府の一員として回答した。その後の山形新聞へのインタビューでは「質疑者と異なり、慎重を期したので緊張した」とした上で「一般の方がわかるような言葉遣いに工夫した」として、山形新聞から「歯切れのいい”らしさ”を発揮した」と評価された。

#### 液体ミルク解禁と女性の政治参加の重要性
大沼は厚生労働政務官在任中に液体ミルクの解禁に関する省令の改正に尽力したことを振り返り、2019年4月16日の毎日新聞のインタビューで「厚生労働政務官になってすぐに液体ミルク製造解禁に向けた取り組みを加速するように指示」したことを明らかにししている。同インタビューでは解禁に向けた働きかけとして「お母さん方の署名運動」や「女性議員」に合わせて災害で避難している方から水の使えない避難所で液体ミルクが役立った経験から「男性議員」も法案成立の後押しとなったとし「自らの体験を踏まえた制度」だとしている。またこの問題に限らず「いろいろなことで女性の意見が政治の中で実現していく社会」が必要だとした。

#### ギャンブルや薬物・アルコール依存対策
2013年12月3日、厚生労働委員会でギャンブル依存症への対策が薬物依存症やアルコール依存症に比べ遅れているとして、取り組みを強化するべきと主張した。また、非正規労働に従事する若者への正規雇用対策の充実と、リッツ（親と同居の独身者）の増加が晩婚化の要因の一つになっていると主張し、結婚に向けた取り組みについて質疑した。

#### 女性の生き方に関わる対策
2014年3月25日、厚生労働委員会で介護休業・育児休業について質疑。家族の介護を理由に女性が離職するケースが多いとして、介護と仕事の両立を可能とする制度を整備して女性の就労継続を支援するべきと主張した。また、内閣府・厚生労働省の「男性の家事・育児時間が長いほど第一子出産前後の妻の継続就業割合が高く、また第二子以降の出生割合が高い」という調査結果を基に、男性の育児休業取得を促進するべきと主張した。
2015年7月31日、参議院本会議で女性活躍推進法案について質疑。山形県の男女賃金比率が100:74.1であることを挙げ、地方への女性活躍推進の浸透について問い質し、有村治子女性活躍担当大臣から「地域の実情に応じた取り組みを支援することが重要」と答弁を得た。

#### 認知症患者の介護
認知症だった祖母の介護経験から、介護される人も介護する人も負担の少ない環境整備が必要として、新オレンジプラン（2017年改訂）に尾辻秀久、石井みどり参院議員と取り組む。認知症サポート議連の事務局長として、厚生労働大臣に政策提案をおこなった。

### 歴史認識
2015年3月31日、厚生労働委員会で千鳥ケ淵戦没者墓苑について質疑。太平洋戦争の風化を防ぐため、パネル展や語り部の会を開き来苑者を増やすべきと主張した。また、拝礼式や遺骨引渡式の周知のため、国会議員や周辺学校の学生に参加を呼びかける取り組みを行うべきと主張した。

### 安全保障
2015年8月26日、我が国及び国際社会の平和安全法制に関する特別委員会で平和安全法制について質疑。「日本周辺で有事が発生した場合、個別的自衛権の行使で自衛隊をどんどん派遣すれば戦前に回帰してしまうのではないか」と日本の集団的自衛権の限定行使の必要性について問い質した。9月17日、山形新聞による平和安全法制の憲法適合性についての取材に対して「法案成立後に最高裁判所が判断する」と回答し、慎重姿勢を示した。同月19日の参議院本会議での可決を受け、「国連の中で、また同盟国との協力の下で、自衛隊がさらに積極的な役割を果たすことになる」と法案成立を評価した。
2016年4月18日、決算委員会で外務省の情報収集能力について質疑。香港総領事館での勤務経験から、在外公館の縦割り体制が情報収集に支障をきたしている点を指摘し、警察庁・公安調査庁からの出向組や公館間での連携強化を進めるように主張した。

### 山形県内

#### 農業政策
2014年7月9日、山形県産サクランボ「紅秀峰」の台湾への輸出促進を行うため林芳正農林水産大臣に面会した寒河江市長・村山市長・東根市副市長の仲介役を務めた。同月15日、南陽市の平成26年台風第8号による浸水被害を受け、鈴木憲和らと共に激甚災害指定と復旧費用の交付を求める要望書を太田昭宏国土交通大臣に提出した。

#### 山形新幹線内携帯電話、インターネットetc、不感区間解消
山形新幹線において「一時間ほど通じない区間」があるとして改善を促した。改善の事例として蔵王に多くのインバウンド客が来訪することを例にとり「海外からも今観光客が沢山はいられておりますなか、Wifiが通じなくてホテルのフロント周辺で（中略）大勢あつまっている」として、通話だけではなくインターネット環境の整備も必要という考えを述べた。その後、JR東日本は、山形新幹線の米沢―福島間のうち、板谷―峠駅間の三つのトンネル内で対策工事を完了した

### その他
- 2019年10月に予定されている消費税の10%への引き上げについて「法律に従い、引き上げるべきだ」と回答している[33]。
- 選択的夫婦別姓導入への賛否について「どちらとも言えない」としている[34]。
- 憲法9条の改正に賛成し、自衛隊の役割や限界を明記すべきとしている[35]。
- 集団的自衛権の行使に賛成[35]。
- 日本の核武装について、将来にわたって検討すべきでない[36]。
- 「他国から攻撃が予想される場合は先制攻撃をためらうべきではない」という設問に対し、「どちらかと言えば賛成」と回答[34]。
- 閣僚の靖国神社参拝は問題ない[35]。
- 村山談話・河野談話を見直すべきでない[35]。
- TPP交渉参加に賛成[35]。
- 雇用の金銭解決制度に賛成[35]。

## 所属団体・議員連盟
- 日本香港友好議員連盟（事務局長）
- 日本ベルギー友好議員連盟（事務局長）
- 神道政治連盟国会議員懇談会[37]
- 家族の絆特命委員会
- 日米国会議員連盟
- 日中友好議員連盟
- 日韓議員連盟
- 山形県遺族会（顧問）

## 支援団体
- 神道政治連盟[38]
- 県市長会有志の会[39]

他多数

## 親族
- 曾祖父・大沼保吉（第10代山形市長、名誉市民第1号）[3]
- 祖父・大沼勘四郎（第9代寿虎屋酒造社長）[3]
- 父・大沼保昭（明治大学特任教授・東京大学名誉教授）[3]
- 伯父・正田陽一（東京大学名誉教授・上皇后美智子の従兄弟）(大沼勘四郎の三女・大沼裕子の夫)
- 曾祖父ー今枝直規(明治から昭和期の山林技師、政治家、華族。貴族院男爵議員)
- 曾祖父ー岡田悌蔵(日本で3番目に古い岡田乾電池創立者、現　東芝電池株式会社)
- 伯父ー迫水久正(大蔵省、南九州財政局長、鹿児島新報会長)

## 著書

### 寄稿
- 自民党国家戦略本部（編）『日本未来図2030』、日経BP社、2014年12月、ISBN 4822225194

## 選挙
| 当落 | 選挙                     | 執行日         | 年齢 | 選挙区           | 政党       | 得票数     | 得票率 | 定数 | 得票順位 /候補者数 | 政党内比例順位 /政党当選者数 |
| ---- | ------------------------ | -------------- | ---- | ---------------- | ---------- | ---------- | ------ | ---- | ------------------ | ---------------------------- |
| 当   | 第23回参議院議員通常選挙 | 2013年07月21日 | 34   | 山形県選挙区     | 自由民主党 | 27万2779票 | 48.22% | 1    | 1/4                | /                            |
| 落   | 第25回参議院議員通常選挙 | 2019年07月21日 | 40   | 山形県選挙区     | 自由民主党 | 26万3185票 | 47.28% | 1    | 2/3                | /                            |
| 落   | 第50回衆議院議員総選挙   | 2024年10月27日 | 45   | 比例中国ブロック | 自由民主党 | ーー票     | ーー   | 10   | /                  | 9/5                          |